# Benešov (Broumov)
Benešov (německy Strassenau) je malá vesnice, část města Broumov v okrese Náchod. Nachází se asi 3 km na sever od Broumova. Prochází zde silnice II/303. Benešov leží v katastrálním území Benešov u Broumova o rozloze 2,7 km2.

## Historie
První písemná zmínka o vesnici pochází z roku 1836.
V letech 1850–1950 byla vesnice součástí obce Heřmánkovice a od roku 1961 se stala součástí města Broumov.